# 阿芙罗飞车
阿芙罗飞车（型號為VZ-9），是在冷战初期，Avro Canada公司为美军的一个秘密计划研制的一款垂直起降飞机。为了帮助美国空军及美国陆军研制更先进的战斗机，Avro Canada共建造了两架“概念验证机”。Avrocar的目的是尝试着借助柯恩达效应，用一个“涡轮风扇”（turborotor）同时提供升力与推力。从风扇排出的空气会沿着这个圆盘状的飞机边缘向下排出，从而使它能够垂直起降。在升空之后，它会像飞碟一样飞行。在测试中，Avrocar暴露出一些无法解决的推力与稳定性问题，限制其性能。随着1961年美军秘密计划的终止，Avrocar这个项目结束了。

## 设计与研发
飛行車是一个叫约翰·弗洛斯特的设计师发起的一系列名为“蓝天”的研究计划的最终产物。约翰·弗洛斯特在为几个英国的大公司工作之后，于1947年6月加入了Avro Canada公司。1942年他开始为德哈维兰公司工作，帮助设计了“吸血鬼”式喷气战机和“燕”式飞机。在帮助Avro Canada研制了Avro CF-100之后，他加入了一个名为“特别项目小组”（Special Projects Group，简称SPG）的研究团队。一开始，弗洛斯特与一群志向相同的工程师一起工作，之后他便开始寻求一个合适的工作地点。他首先选中了管理部的“顶楼”（生产机翼的分公司的外号），然后SPG移到了总部大楼后面的一个二战时期的建筑。这个建筑外面有警卫巡逻，而且需要刷卡才能进入。与此同时，SPG也与其他一些Avro Canada公司的专业研究小组共同利用公司的试验机机库来进行研究。
在那个时候，弗洛斯特正对涡轮发动机与提升压缩机的性能感兴趣。他发现弗兰克·惠特尔的“逆向气流”布局太过复杂，于是就想简化这个布局。在他设计的一个新布局中，燃烧室直接与离心压缩机的外缘连接并向外伸展，就像车轮的辐条一样。为压缩机提供能量的是一个新型的，像一个离心扇一样的涡轮机。与一般的螺旋桨式涡轮机不同的是，它不是用传动轴而是用齿轮来驱动压缩机。这种新型的发动机没有一般的推力轴，因此它的形状就像一个圆盘，这也是它被称为“薄煎饼发动机”的原因。发动机的废气会从它的整个外缘排出，这使它很难被应用于普通飞机。

### Y计划

Avro 公司的一张罕见的彩色照片，展示了停在机库里的 Y计划试验机

在那个时期，整个航空工业都在致力于研究垂直起降飞机。这是因为人们认为下一次欧洲战争会以核爆炸开始，核爆炸会摧毁大多数的空军基地，所以战机需要能从各种地方起飞。大量的研究提供了几种保证反击能力的方案。这些方案中包括了火箭发射的飞机，但是大多数目光长远的公司还是开始研究垂直起降飞机。
弗洛斯特认为他设计的大动力重量比的发动机很适合被装在一架垂直起降飞机上。仅有的问题是如何用发动机沿环形排出的废气将飞机向前推，和如何将一个如此之大的发动机装到飞机里。弗洛斯特建议使用一系列管道将一部分废气向后排出，尽管“管道越长推力损失就越大”这一点在当时已经广为人知。为了将管道长度缩短，提供推力的发动机废气将会从机身（实际上是一个大三角翼）边缘排出。因为发动机为圆盘形，所以这个三角形机身的前部会突出来一点，就像一把铁锹一样。因此它又被称作“Avro Ace”（由“黑桃A”(Ace of Spades)而来）。压缩机进气口位于发动机中央，所以发动机进气口就正好位于机身中央之前。有一条加强筋位于驾驶舱和机身后部之间。其它几种布局也被考虑过，其中包括了“欧米珈”布局，这种布局去掉了机身后部的三角翼，使之看起来更像圆盘形。
在执行垂直起降任务时，这架飞机需要以尾部着地，并用连接到加强筋上的支架来保持平衡。降落时飞机的攻角会很大，这就使飞行员的可见度变得极低。同时期其它一些垂直起降试验机尝试了多种解决方案，这些方案中包括了旋转座椅和驾驶舱，但是没有一种方案能被证明是很有效的。纠缠着许多垂直起降试验机的另一个问题是悬停时很难保持稳定。有一个解决方案是将废气从一个更大的面积排出，就像直升机一样。大部分设计师都将空气从发动机中的压缩机排出，并用管道将这些空气从机身周围各个地方排出。弗洛斯特使用了太多的管道，这种布局是很难建造的。
1952年，加拿大国防研究与发展署为此计划提供了40萬加元。1953年，Y计划的木制样机制造完成，今天只有一些照片能够提供关于这架样机的信息。这个计划被认为花费太高，尽管当时还有几个花费极其高昂的空防计划。1953年2月11日，一个有关于这项计划的故事和几张欧米珈式布局的图片被透露给了多伦多星报，很显然它的目的是取得公众的支持并最终得到更多资金（这种做法在当时的美国是很常用的）。5天之后，加拿大国防与军工生产部长向议会说明Avro公司确实正在研究制造飞碟的“实物模型”，这个计划的产物能垂直爬升并以每小时1500英里（2400千米/时）的速度飞行。但是，更多的资金在短期内还是无法得到。

### Y-2计划：垂直起飞
就在Y计划还在进行的同时，弗洛斯特又开始对科恩达效应感上了兴趣。科恩达效应是说，流体会紧贴在凸出物体表面流动，这时就会出现一些不可思议的现象。弗洛斯特认为他可以用他设计的发动机与这个现象一起来制造一种更实用的垂直起降飞机。在他的设想中，发动机排出的废气会先从机身的上表面流过，之后会被导向下方。这种布局会使整个机身边缘都产生升力，这就能使飞机平稳地降落。为了选择最适合这种布局的机身外形，他做了一些小的试验模型并使用压缩空气来代替发动机，最终他决定圆盘形的机身是最合适的。
在他又做了些试验后，他发现他为垂直起降飞机设计的推力导向系统在被用于提供向前的动力时表现也很好。在这种情况下，圆盘形就不是一种好的机身外形了，因为它无法控制升力的方向，这就使飞机在向前飞行的同时还会向侧方飞行。但是，当用少量的喷射气体将气流调整了之后，流过机身的气流就会有很大的改变，这在任何布局下都会产生一个“虚拟机翼”。举例来说，将很小一部分推力导向机身下方，就会使大量的空气流过机翼，这就极大地增大了流过机翼的气流，最终产生升力。
这种布局的另一个好处就是，它的机翼可以专为超音速飞行而设计，而亚音速的飞行就可以通过改变“虚拟机翼”的形状来控制。这意味着，“将重心升起”这个困扰着当时的垂直起降飞机的问题在这种布局之下将会被轻松解决。

### 美国人的介入：1794/“武器系统606A”计划

Avro公司制作的Avrocar（左）与Y-2计划试验机（右）模型

1953年晚些时候，一群美国的国防专家参观了Avro Canada公司，目的是观看最新研制的CF-100喷气式战斗机。在这些专家还在路上时，弗洛斯特加入了他们并将他的“特别项目小组”的工作地点纳入了参观路线中，接着他就向专家们炫耀了他的Y计划及模型，还有一些Y-2计划圆盘形试验机的草图（有些图在之前还没有被公司的高级管理人员看过）。美国空军决定向弗洛斯特的特别项目小组独家提供资金，并且在1955年提供了750,000美元。到了1956年，Avro公司的管理层已经对这个计划有了足够的兴趣，接着就投入了250万加元来建造一个“私人研究项目”原型机。1957年3月，美国空军又投入了新的资金，这架飞机也被命名为“武器系统606A”（WS-606A）。
围绕着圆盘形机身的大量研究使人们开展了1794计划，这个计划是要研制一款大型超音速圆盘状战机。对它的研究进行到了风洞试验阶段，几种不同大小的比例模型也已建成。这些模型在中央部分即发动机的上方有一块突起，在进气口处也配备了百叶窗，这在向前飞行时会闭合。弗洛斯特认为这种飞机可以在100,000英尺高度以3.5马赫的速度飞行。
美国空军内部对这种布局也有争论，因为许多人都想得到资金来发展他们自己的计划，比如说核动力轰炸机。早些时候多伦多星报的泄密在1955年又重新上演，形象杂志刊登了一篇长文章，这篇文章推测当时发现的UFO实际上是苏联建造的飞碟。它还用图表描述这些UFO，而这些图表很明显是受到了Avro公司的设计的影响。
为了测试1794计划的概念并且向美国空军提供试验数据来证明此计划可行，人们在Avro公司的试验机测试区后面的一幢地堡一样的建筑中制造了一架涡轮驱动的过渡性试验机。这架名为PV-704（PV为“私人研究项目”的简称）的试验机使用六具阿姆斯特朗·塞德利公司的“蝰蛇”发动机排出的气体来驱动位于机身中央的风扇。对这架试验机的测试计划发展到了“自由飞行测试”。不幸的是，测试过程一点也不顺利；用于测试的模型遭受了油料泄漏，这造成了三场火灾。最后，测试人员们已经对这台机器产生了畏惧心理，就算它被放在装有防弹玻璃和四分之一英尺厚的钢板的房间内也不敢进行测试。对发动机的最后一次测试由于一台“蝰蛇”发动机的失控而变成了一次灾难性的测试。这次测试最终使弗洛斯特意识到他们需要一个危险性更低的模型。

## Avrocar计划开始
1958年，在发动机还在研制过程中的同时，弗洛斯特为了采集数据而建造了一架较小的名为“Avrocar”的概念验证机。与此同时，为了得到一种“飞行吉普”，美国陆军也已经参与了一系列小型的垂直起降飞机研究计划，他们也开始对Avro公司的设想感上了兴趣。弗洛斯特将这架较小的飞机同时作为陆军版的原型机和空军“武器系统606”的气动布局试验模型。对Avrocar的最初要求是能在空中悬停十分钟并能负荷1000磅的重量飞行25英里。

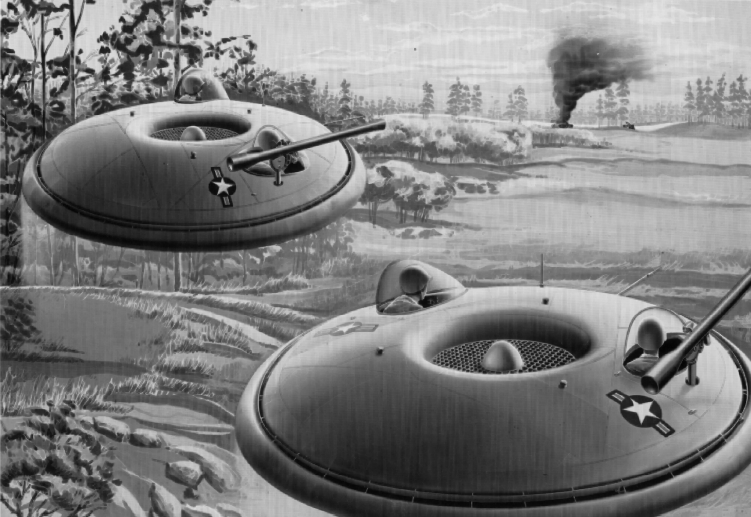
被美国陆军作为“飞行吉普”的Avrocar

这项新的设计看起来满足了所有人的要求，美国空军拨给了Avro公司两百万美元来建造并测试两架Avrocar，陆军给它起的编号为“VZ-9-AV”（AV意为“Avro”，这对于美国陆军的一般命名方法来说是不寻常的），这是陆军“VZ”系列中的最后一架飞机。美国陆军对Avrocar计划无疑是很感兴趣的。伯纳德·林登保姆回忆说，1950年代末他为一项减少直升机阻力的研究去了一趟华盛顿来申请研究资金，尽管他的申请被批准，他还是无意中听到了陆军将军说休伊直升机是陆军购买的最后一款直升机，因为直升机最终会被Avrocar替代。
美国空军也将“武器系统606A”计划中大约700,000美元的剩余资金拨给了Avrocar计划。1959年3月，Avro公司又收到了177万美元来建造第二架原型机。在首次展示时，人们预料它的表现将会远远超出标准：它拥有225节的最高速度，10,000英尺的实用升限，能负载1000磅飞行130英里，还能在负载2428磅时利用地面效应在空中悬停。不利用地面效应向前飞行的最大起飞重量被计算为5650磅，利而用地面效应向前飞行（GETOL）的最大起飞重量被计算为6970磅。
就在第一批试验模型还在建造时，灾难发生了。加拿大政府在1959年2月20日的“黑色星期五”关闭了CF-105计划，这使Avro Canada公司暂时解雇了几乎所有的员工，包括那些在“特别项目小组”里工作的人。但是，三天之后许多“特别项目小组”的工作人员又被重新雇用了。可这回的事情变得有些不一样了。现在这个小组包括了原先工作在CF-100，CF-105和“特别项目小组”中的人，并且将工作地点移到了已经人去一空的主楼里。还有，公司的高层人员也更加积极地参与了这个小组的工作。
美国空军的研究部门建议关闭“武器系统606A”及与其有关的计划（包括Avrocar）。弗洛斯特需要再一次尝试挽救这个计划
。在经过精心的准备后，弗洛斯特展示了Avrocar的设计参数，之后就去向美国军方申请资金。1959年5月晚些时候，美国空军授权Avro公司来继续进行它的“飞碟”计划。

### 技术

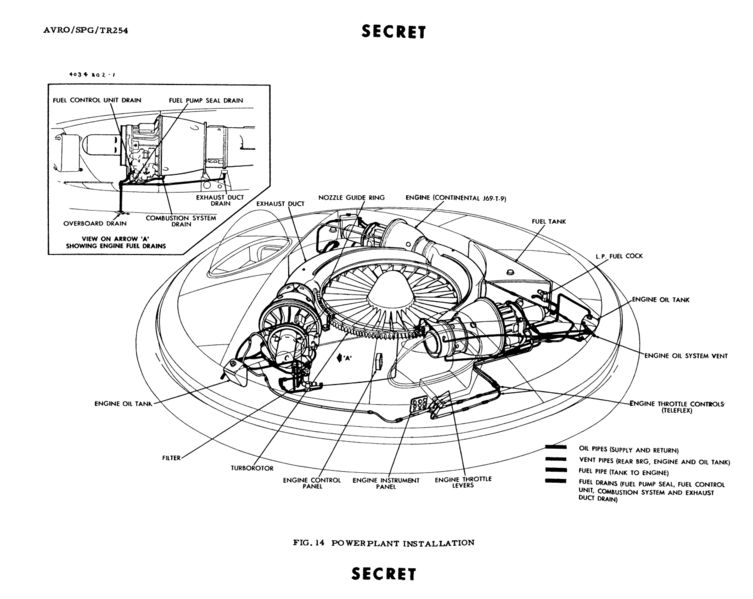
一本VZ-9手册中的Avrocar图表

Avrocar是一架圆盘形飞机，它的基本形状就像飞盘，机身的上表面是个光滑曲面，而下表面却几乎是平的。飞机的直径为18英尺，厚度为3.5英尺。机身的主要构架是一个大等边三角形，在这个三角形的基础上加装了很多部件。有124片叶片的涡轮风扇位于这个三角形的中央，它产生的大部分推力都通过下表面的一个开口被导向了下方，但是有些推力被用来驱动位于机身外缘的控制系统。涡轮风扇由安装在主要构架上的三具J69-T-9喷气式发动机驱动。每具发动机都有自己的燃料箱，机油箱和其它辅助系统，而人们希望在未来的型号当中这些是能共用的。机身大部分由铝制成，空重为3000磅。
飞行员只用一根位于侧方的控制杆来控制飞机。前后和左右方向的摆动由控制杆的上下左右移动来控制，而机身的水平旋转则由旋转控制杆来实现。在控制系统中没有使用机械连接装置，控制杆对气流的控制不是通过直接操纵控制面就是通过电传系统来操纵（比如发动机的油门）。
对飞机姿态的控制则由机身外部的一个大圆环来实现，这个圆环看起来就像一个圆角三角形。从机身内部看出去的话，用于控制的翼面几乎是看不见的，因为它们在平常时候是朝向里面的。飞行员通过操纵杆来调整圆环与机身之间的角度，从而改变气流的方向。如果想要获得垂直方向上的升力的话，整个圆环可以被移到机身下方，这样就能使更多空气在同一时间内流过机身上表面，这些气流之后就会被导向地面。将圆环倾斜会得到不对称的推力，这被用来控制方向。
人们发现这架飞机在向前飞行时具有内在的不稳定性，因为在气动布局上，它的压力中心远远位于重心之前。Avrocar因此包含了一个独立于飞行员控制系统之外的稳定系统。飞机中心的风扇具有很大的角动量，并且被作为一个大的陀螺仪来稳定飞行的方向。当飞机因风扇的转动而移动时，连接到风扇底部的控制缆就会被拉紧，从而将风扇产生的推力抵消掉。
这架飞机会有两个乘员，他们分别坐在两个独立的驾驶舱内。在测试中，飞机上一般只有一名飞行员，在某些测试中也有一名观察员坐在第二个驾驶舱里。在控制系统的问题完全解决之前，Avro公司的试飞员们面对的是极其灵敏的控制系统，公司的首席试飞员Potocki甚至能不握操纵杆飞行。飞过Avrocar 的Avro公司试飞员Peter Cope，美国空军的试飞员Walter J. Hogson和NASA的首席试飞员Fred J, Drinkwater III认为这架飞机是很难控制的。Drinkwater将飞行形容为“站在沙滩排球上保持平衡”。

## 测试

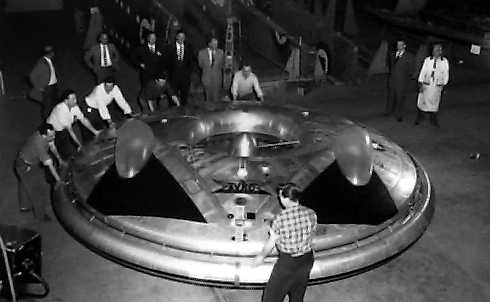
第一架Avrocar

第一架Avrocar，编号58-7055，于1959年5月走下了生产线。从6月9日至10月7日，它一直在一个静态悬停测试装置中进行测试。不幸的是在悬停中，发动机会吸进热的废气，这就减少了它的推力。管道系统的推力损失也比预想中的多，而一系列的改动也并不能有效地解决这个问题。这些问题将不利用地面效应飞行时的最大升力减少到了3150磅，少于飞机的空重4285磅。这意味着它要飞行就必须利用地面效应。在这些测试之后，它被送到了NASA Ames测试中心进行风洞测试。
第二架Avrocar，编号59-4975，于1959年8月建造完成。9月29日，这架飞机进行了第一次系留悬停测试。就在它升入空中后，无法控制的摇摆发生了，这使飞机的三组起落架轮流与地面发生接触。飞行员W.D. "Spud" Potocki立刻关闭了所有的发动机。稳定系统又被做了改进来使控制变得更容易，而新型的系留绳也在研制当中。接下来的测试发现这是飞机的内在问题，工程师们将这个问题叫做“轮毂活动”，因为飞机的表现就像旋转的轮毂。
后来的调查找到了问题的原因。当飞机停留在地面效应高度时，机身下的高压空气就不会跑出去，这就会托起整个下表面，飞机也就会很稳定。当飞机的高度高于地面效应高度时，机身下面的空气就会形成一个很窄的空气柱，这被弗洛斯特形容为“树干”。在地面效应高度的边缘，飞机会在两种高度之间不断上升和下降，这就造成了在某一时间内整个下表面都会受到向上的推力，而在另一段时间内这个推力就会消失。这就造成了没有受到推力的一边会剧烈的摆动。当这一边碰到地面后，提供推力的空气就会向别的方向流动，这就使另一边被举高。这个过程会不断重复，飞机会不断地以一边接触地面。为了解决这个问题，飞机被做了一些改进。最终，人们在机体下表面钻了52个洞，这些洞呈辐射状排列，离中心三英尺远。它们会在机身中央产生向上的推力来保持稳定。
Avrocar的起落架基本上是安装在支架上的三个小轮；后期的测试也使用了滑橇，尽管它们没有被安装到位。
经过了这些改进之后，第一次完全自由的试飞于1959年11月12日完成。这次测试证明了喷嘴式的控制系统是不可被接受的。扰流器本来要在悬停时只将气流导向下侧，在向前飞行时导向上下两侧。原先的设想是，当襟翼的姿态发生变化后，机身一侧的升力会减少，而另一侧的升力会增加。在测试中，机身一侧的升力确实减少了，但是另一侧的升力却没有增加，因此飞行员的每次操纵都会造成高度的降低。在飞了五次之后，测试在1959年12月5日被暂时停止，这时Avrocar已经经过了18.5小时的测试。

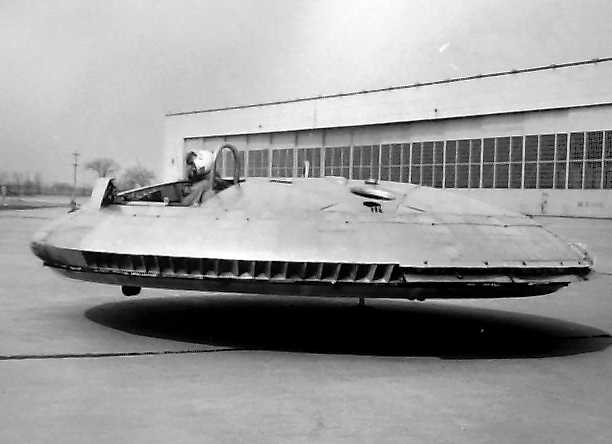
经过改进后的编号为59-5975的Avrocar正在进行测试，这次测试中这架飞机没有装座舱盖，但是装上了周长可调整的控制环。测试显示，在只飞了几次之后，飞机上的所有仪器都被飞行时产生的大量热烤成了棕色。

在那年冬天，人们又推出了一个全新的设计。原先的扰流器被位于环形襟翼下的一个环所替代。这个环根据飞行员的操纵而进行联动。测试一直进行到了1960年1月，飞机看起来表现良好。但是，就在新的控制系统改善了悬停性能的同时，这架飞机在速度高于30节时又变得不稳定了。位于Ames测试中心的第一架Avrocar也被做了类似的改进，并在1960年4月在40 x80英尺的风洞中进行了测试。现在这个问题变得清楚起来了：这个新环阻碍了发动机产生的大部分推力，这就使总推力大大地减少了。当飞机加速时，飞机下面的冷热气体循环也减少了，这就使更多的空气流过了上表面，减少了升力。这在某种程度上是没有被预料到的，因为就像本文前面所说，这种冷热气体循环在之前一直都被认为会减少发动机的推力，而这是不好的；人们没有发现它对提高升力有好处。最后，为了在高速飞行时仍然能够获得升力，这架飞机的操纵杆必须要拉到底。
Avro公司被工程师们说服了，它仍然认为这个设想是可行的，于是它又启动了一项新计划，这项计划是要重新设计推进和控制系统。与单个的环形襟翼和扰流器及后来的环控制系统不同的是，新的系统包含了两个独立的控制系统，这辆个系统分别控制悬停和向前飞行，并共用一个排气管。当悬停时，管道内的一组阀门就会打开，将气流导向机身下方。在这时，对飞机的控制由调整襟翼外缘来调整气流而实现。当飞机的速度高到一定程度时，这些阀门就会闭合，使空气从机身边缘流出，而在机身边缘有一系列襟翼一样的控制面。新的控制系统覆盖了全机外缘的3/4，机身最前部只有悬停控制系统。

人们在Ames测试中心的那架Avrocar上做了这些改进，测试于1961年4月重新开始。这个新的设计极大地改进了悬停时的控制性能，并且也大量地增加了升力。现在它能够以100节的速度飞行，这与之前的30节相比是一个很大的进步。但是它仍然会前后摆动，并且机鼻很容易朝上。NASA的工程师们尝试着用一个T形尾来改进它，但是这个T形尾被涡轮风扇的气流包围住了，因此没能起作用。弗洛斯特的设计团队又考虑了两个新设计，其中一个具有一片大垂尾，另一个具有机翼，而机翼的外缘又各有一片小翼。这两种设计都用到了两台通用动力J85涡轮喷射引擎，并且涡轮风扇的直径也从5英尺增加到了6英尺。
1961年6月9日，美国空军/NASA测试了在Avro公司经过相似改进的第二架Avrocar。在这些测试中，这架飞机达到了它的20节的最高速度，并且可以跨越6英尺宽，18英尺深的沟壑。由于内在的不稳定性，飞机在一定高度以上时会变得很危险。飞行测试也发现了更多的控制问题。

## 项目终止
就在相应的改进能够被完成之前，研发资金于1961年3月用完了。弗洛斯特对于改进设计的请求没有被接受，Avrocar和“武器系统606A”超音速垂直起降飞机计划也被美国军方于1961年12月关闭了。Avro公司的董事会还是鼓励着垂直起降飞机的研究计划，它让研究团队将圆盘形的机身与几种布局结合起来，甚至还发展出了“喷气引擎提升版”，但是这些研究没有得到任何一方的兴趣。1961年，一些晚期型号的方案，包括了从“特别项目小组”的研究项目中衍生出来的Avro P470垂直起降战机的方案被提交到了北约去竞争一份战术攻击机的合同。
到了飞行测试结束时，第二架Avrocar已经经过了75小时的测试。根据它的表现来看，Avrocar是个绝对的失败：它只能在离地面几英尺的高度上安全飞行，并且它的机身设计也限制了高速时的性能，并且还会产生大量的热和噪音，这在军事上是不实用的。尽管在技术上被认为是一个失败，它的设计还是有前瞻性的： SR.N1，即于1959年首飞的世界第一艘气垫船的原理就与它相似，只不过就是船体底部外缘有了一层橡胶而已。弗洛斯特在加拿大，英国和美国都申请了一些专利，这些专利确定了Avrocar和与其相关的Avro公司试验机在垂直起降飞机领域中的关键角色。

## 近几年的成就
尽管根据美国国家航空航天博物馆馆长Rusell Lee 的说法，Avro VZ-9 Avrocar是垂直起降领域里的一个失败，但是它在技术上的革新已经启发了一些别的设计者。它的涡轮风扇也在其它一些试验机中被用到了。Paul Moller博士，一个年轻时在Avro Canada公司工作过的加拿大侨民，根据Avrocar的“飞碟”技术研制了XM-2，这是一系列看起来很像微型飞碟的试验机中的第一架。在系留飞行测试成功以后，这架有时被称为“圆盘形喷气机”的飞机研究计划被关闭，而他们最新的设计，穆勒空中汽车，则具有飞行汽车的外形。
Avrocar的故事没有随着计划的终止而结束。一共只有两架Avrocar被建造出来，并且因为投资建造它们的是美国军方，它们在计划终止后成为了美国的财产。第二架Avrocar，S/N“59-4975”，于1968年被临时送到了加拿大蒙特利尔世博会进行展出；在长时间的户外展出后，它现在被保存在弗吉尼亚州Fort Eustis的美国陆军运输博物馆。
第一架Avrocar，编号S/N “58-7055”（机身喷涂编号为“AV-7055”），在系留测试后成为了NASA Ames测试中心的风洞测试模型，在那里，它从1961年一直被储存到了1966年，然后被捐赠到了位于华盛顿特区的美国国家航空航天博物馆。一开始它是要在位于华盛顿杜勒斯国际机场新建的史蒂文·乌德沃尔哈齐中心(Steven F. Udvar-Hazy Center)进行展出，但是一份长期租借合同将它带回了加拿大。多伦多航空航天博物馆将会保存并展出它。
人们为了拍摄2002年的电影“Avrocar：过去的飞碟秘密”而制造了一个1：1的Avrocar模型。现在这个模型位于加拿大曼尼托巴省温尼伯的西加拿大航空博物馆作为展品。

## 规格（VZ-9-AV）

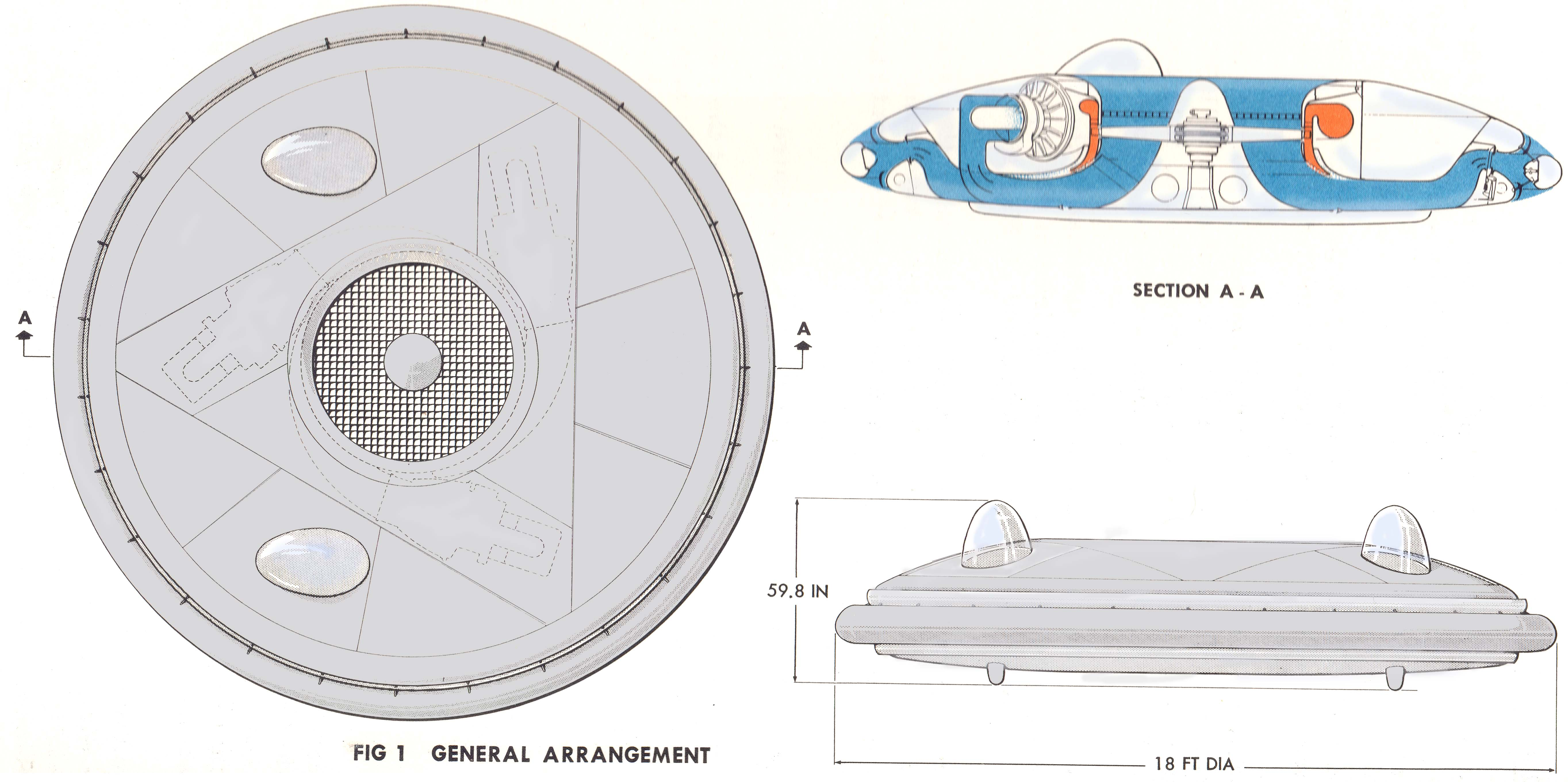
Avrocar 三視圖

根据“Avrocar：加拿大的飞碟……” 和 “世界最差飞机：从开创性的失败到几百万美元的流失”
- 乘员：1
- 运载能力：1个 观察员或机械师
- 直径：18英尺（5.486米）
- 机高：3英尺6英寸（1.1米）
- 机翼面积：254英尺（77.4米）
- 空重：3,000磅（1,360千克）
- 最大起飞重量：5,560磅（2,563千克）
- 动力来源（升力/向前推力）：Turbomeca Marboré Continental J69-T-9
- 涡轮喷气发动机数量：3
- 动力（每台）：660磅（2.93千牛）
- 最高速度（预计）：300英里/时（482千米/时）
- 最高速度（真实）：35英里/时（56千米/时）
- 航程（预计）：995英里（1,600千米）
- 航程（真实）：79英里（127千米）
- 实用升限（预计）：10,000英尺（3048米）
- 实用升限（真实）：3英尺（1米）

### 引用
1. 1 2   Winchester 2005, p. 68.
2. ↑  . 2019-10-10  [2019-10-15]. （原始内容存档于2020-09-17）.
3. 1 2 3 4   Milberry 1979, p. 137.
4. ↑   Milberry 1981, p. 15.
5. ↑   Milberry 1981, p. 19.
6. ↑   Avrocar... 2002
7. ↑   Zuuring 1999, p. 221.
8. ↑   “Avrocar”... 2002
9. ↑   Campagna 1998, p. 61.
10. ↑   Campagna 1998, p. 62-63.
11. ↑   Whitcomb 2002, p. 58.
12. ↑   Zuuring 1999, p. 220.
13. ↑  . HugeDomains.   [2022-01-26]. （原始内容存档于2022-11-17）.
14. ↑  Harding 1999, p. 73.
15. ↑  Lindenbaum, Bernard and Blake, William. The VZ-9 Avrocar. THE VZ-9 AVROCAR 的存檔，存档日期2006-09-27.. Access date: 17 February 2007.Note: Much of the discussion of the control systems and stability problems are taken from this source.
16. ↑   Lindenbaum, Bernard and Blake, William.The VZ-9 Avrocar. THE VZ-9 AVROCAR 的存檔，存档日期2006-09-27. Access date: 17 February 2007.
17. 1 2   Harding 1999, P. 74.
18. ↑  Lindenbaum, Bernard and Blake, William. The VZ-9 Avrocar. THE VZ-9 AVROCAR 的存檔，存档日期2006-09-27.. Access date: 17 February 2007..
19. ↑  Lindenbaum, Bernard and Blake, William. The VZ-9 Avrocar. THE VZ-9 AVROCAR 的存檔，存档日期2006-09-27.. Access date: 17 February 2007.
20. ↑   Zuk 2001, p. 71.
21. 1 2   Rogers 1989, p. 84.
22. ↑   Campagna 1998, p. 68.
23. ↑   Campagna 1998, p. 69-70.
24. ↑   Zuk 2001, p. 85-87.
25. ↑   Zuk 2001, p. 74.
26. ↑   Taylor 1999, p. 78.
27. ↑   Zuk 2001, p. 79.
28. ↑   Rogers 1989. p. 85.
29. 1 2   Winchester 2005, p. 69.
30. ↑   Zuk 2001, p. 76.
31. ↑   Zuk 2001, p. 82. 注意: 弗洛斯特的新计划只停留在了设计层面
32. ↑   Zuk 2001, p. 79. 引用: “...他们关心的是发动机和涡轮风扇的性能还有高速时的失控问题”
33. ↑  Zuk 2001, p. 89.
34. ↑  Zuk 2001, p. 69.
35. ↑   Winchester  2005, p. 104.

### 书目
- Avrocar: Saucer Secrets from the Past. Winnipeg: MidCanada Entertainment, 2002. <AVROCAR! Saucer Secrets from the Past>
- Campagna, Palmiro. The UFO Files: The Canadian Connection Exposed. Toronto: Stoddart Publishing, 1998. ISBN 978-0-7737-5973-2.
- Harding, Steve. "Canadian Connection: US Army Aviation's Penchant for Canadian Types." Air Enthusiast, Issue 84, November-December, 1999.
- Milberry, Larry（英语：Larry Milberry）. Aviation in Canada. Toronto: McGraw-Hill Ryerson Limited, 1979. ISBN 978-0-07-082778-3
- Milberry, Larry. The Avro CF-100. Toronto: CANAV Books, 1981. ISBN 0-9690703-0-6.
- Rogers, Mike. VTOL: Military Research Aircraft. New York: Orion Books, 1989. ISBN 978-0-9690703-0-6
- Rose, Bill and Buttler, Tony. Flying Saucer Aircraft (Secret Projects). Leicester, UK: Midland Publishing, 2006. ISBN 978-0-517-57684-7
- Taylor, Michael. The World's Strangest Aircraft. London: Grange Books plc, 1999. ISBN 978-1-85627-869-0.
- Winchester, Jim. The World's Worst Aircraft: From Pioneering Failures to Multimillion Dollar Disasters. London: Amber Books Ltd., 2005. ISBN 978-1-904687-34-4.
- Whitcomb, Randall. Avro Aircraft and Cold War Aviation. St. Catharine's, Ontario: Vanwell, 2002. ISBN 978-1-55125-082-3.
- Zuk, Bill. Avrocar: Canada's Flying Saucer... Erin, Ontario: Boston Mills Press, 2001. ISBN 978-1-55046-359-0.
- Zuk, Bill. The Avrocar Story.Winnipeg: MidCanada Entertainment, 2002. Avrocar Story
- Zuuring, Peter. The Arrow Scrapbook. Kingston, Ontario: Arrow Alliance Press, 1999. ISBN 978-1-55056-690-1.